# G.Y.M娛樂
G.Y.M Entertainment（韓語：지.와이.엠 엔터테인먼트）是韓國的經紀公司。成立在2009年，藝人管理，當前藝人包括演員殷志源、Typhoon、Gil-Me等多名藝人。

## 當前藝人
- 殷志源
- Tyfoon
- Clover
- Gil-Me

## 外部連結
- G.Y.M Entertainment官方網站
- G.Y.M娛樂的X（前Twitter）
- G.Y.M娛樂的Instagram帳戶